# Athens (Georgia)
 Denne artikel omhandler byen Athens (Georgia). Der er også andre byer med dette navn, se Athens.
Athens er en by i den nordøstlige del af staten Georgia i USA med 127.315(2020) indbyggere. Byen er administrativt centrum i det amerikanske county Clarke County.

## Ekstern henvisning
Byen Athens officielle hjemmeside (engelsk)